# Kraków Kościelniki
Kraków Kościelniki – przystanek osobowy w Krakowie, w dzielnicy XVIII Nowa Huta, przy ulicy Pysocice, w Kościelnikach.
W marcu 2024 roku wojewoda małopolski Krzysztof Klęczar wydał pozwolenie na budowę stacji. Budowa przystanku kolejowego rozpoczęła się w kwietniu 2024 roku przy ulicy Pysocice na trasie linii kolejowej nr 95. Stacja jest  częścią systemu Szybkiej Kolei Aglomeracyjnej. W ramach inwestycji wybudowany został również parking Park & Ride.
Stacja została oddana do użytku 15 grudnia 2024 roku.

## Galeria

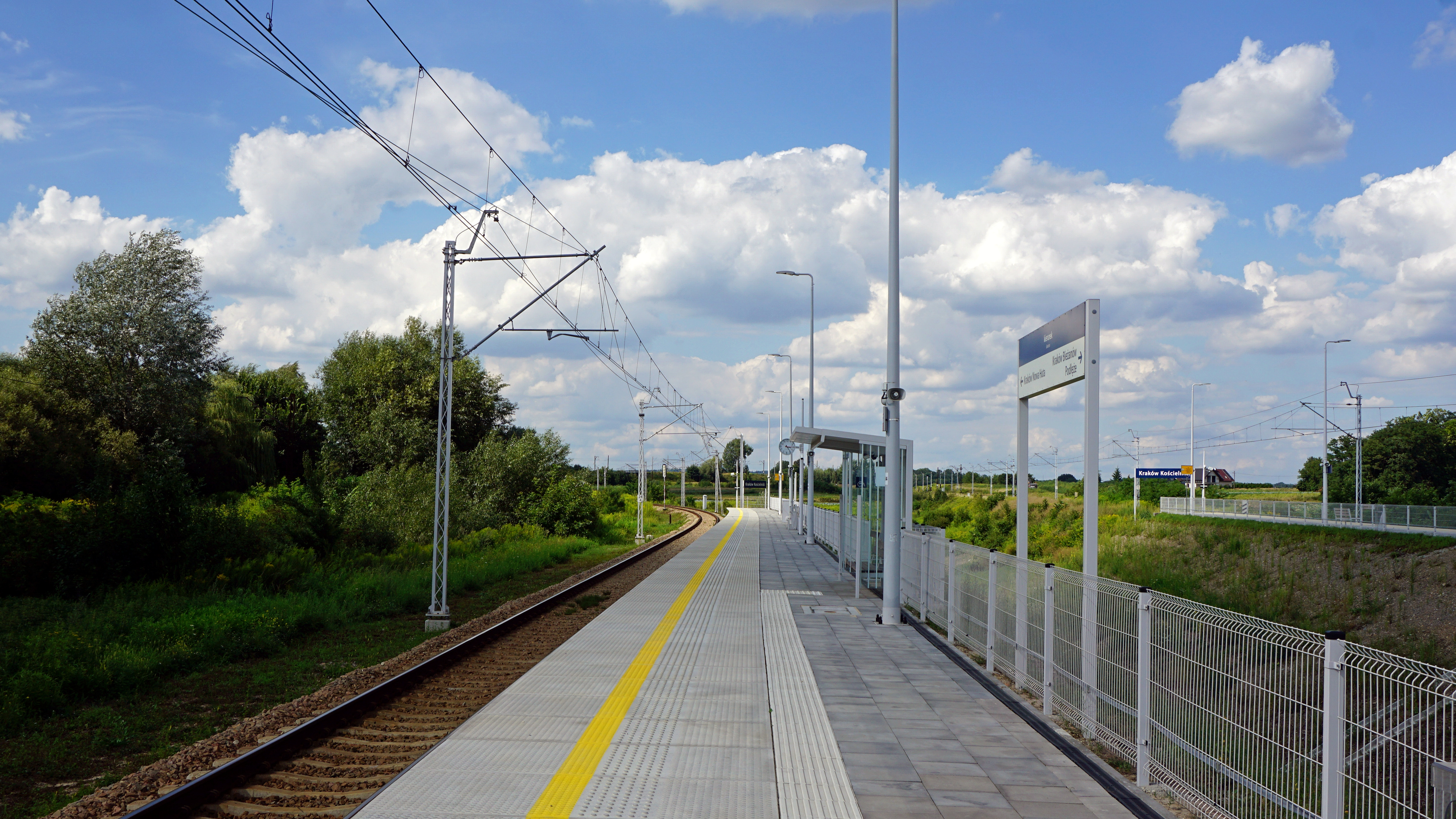
Peron 1
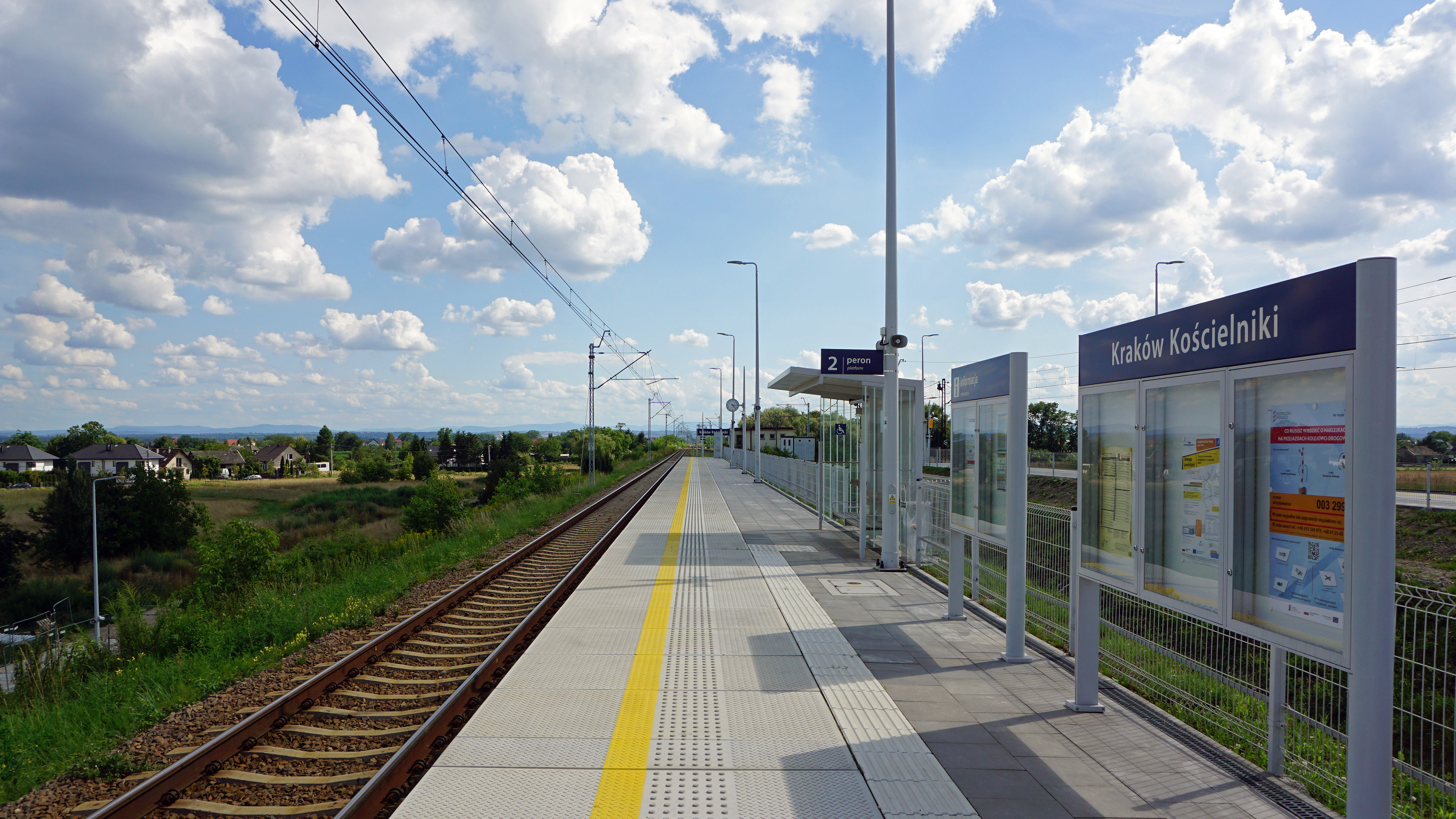
Peron 2